# Karina Miller
Karina Miller (* 15. März 2002) ist eine US-amerikanische Tennisspielerin.

## Karriere
Miller begann mit drei Jahren mit dem Tennissport und bevorzugt Hartplätze. Sie spielt bisher vor allem Turniere auf der ITF Women’s World Tennis Tour, wo sie bislang zwei Einzeltitel gewinnen konnte.
2018 erhielt sie mit ihrer Partnerin Elizabeth Coleman eine Wildcard für das Hauptfeld im Damendoppel bei den Dow Tennis Classic 2018. Sie verloren aber bereits ihre Erstrundenbegegnung gegen Irina Bara und Mihaela Buzărnescu.
Bei den Dow Tennis Classic 2020 erhielt sie mit Partnerin Elizabeth Coleman für das Hauptfeld im Damendoppel abermals eine Wildcard, schied aber in der ersten Runde aus.

## College Tennis
Ab 2020 spielt Miller für die University of Michigan.

## Auszeichnungen
2019 erhielt sie den Hoxie Memorial Award. 2020 wurde sie mit dem Helen Shokley Award ausgezeichnet.

## Turniersiege

### Einzel
| Nr. | Datum              | Turnier    | Kategorie | Belag | Finalgegnerin       | Ergebnis      |
| --- | ------------------ | ---------- | --------- | ----- | ------------------- | ------------- |
| 1.  | 17. August 2024    | Huntsville | ITF W15   | Sand  | Kristina Paskauskas | 6:2, 6:2      |
| 2.  | 15. September 2024 | Punta Cana | ITF W35   | Sand  | Schibek Qulambajewa | 7:5, 5:7, 6:1 |